# Tamworth (race porcine)
Le tamworth est une race porcine originaire de la ville de Tamworth en Angleterre, proche des vieilles populations de porcs européens descendants directement du sanglier. Ce cochon s'est développé en Angleterre, aux États-Unis, au Canada et en Australie, avant de connaître un fort déclin. Ses effectifs sont faibles aujourd'hui et il est menacé dans chacun des pays où il a été introduit.
Le tamworth est un porc de taille moyenne, de couleur rouge doré à rouge foncé. C'est un cochon rustique, bien adapté à l'élevage en plein air. Il produit des jambons appréciés avec une faible teneur en gras. Son déclin est lié à son incapacité à s'adapter aux systèmes de production intensif et d'augmenter suffisamment ses performances dans cette optique. Il fait actuellement l'objet de programmes de conservation.

## Origine
La race Tamworth est originaire de la propriété Drayton Manor de sir Robert Peel à Tamworth, dans le Staffordshire. Celui-ci décide en 1812 de croiser les porcs de son élevage avec des porcs venus d’Irlande connus sous le nom d’« Irish grazers » que Peel avait observés lors d’un voyage en 1809. C’est ainsi qu’apparaît la race Tamworth, qui se développe dans le comté du Staffordshire, ainsi que dans les comtés voisins de Warwick, Leicester et Northampton. D'autres croisements sont tentés avec des races comme le Berkshire, sans que la race ne soit réellement modifiée. Elle semble d'ailleurs plus proche des porcs anglais sauvages que des autres races
En 1865, le tamworth est reconnu en tant que race en Angleterre, et le livre généalogique est ouvert à partir de 1885. Des tamworths sont importés aux États-Unis par Thomas Benett en 1882. Ils sont bientôt implantés au Canada, où la population est toujours existante aujourd’hui. Ils restent toutefois considérés comme une race d’intérêt mineur. De 1913 jusqu’au milieu du XXe siècle, la race atteint son effectif maximum avec environ 10 % des truies du pays. De même, elle atteint l’effectif maximum de 1 000 truies en Australie dans les années 1900. Aujourd’hui, les effectifs sont très faibles dans chacun des pays qui ont accueilli cette race.

## Description
Le tamworth a un long corps étroit et une tête allongée. Les oreilles sont dressées et pointues, tandis que la tête et le groin ont des dessins plus rectilignes. La couleur varie du rouge doré à un profond rouge foncé, sans aucune tache. Autrefois, les couleurs de la race étaient le rouge et le noir, mais les éleveurs sélectionnèrent les animaux de telle façon que la coloration noire disparut. Le corps du cochon est densément couvert de longues soies droites.
Le tamworth est considéré comme une race porcine de taille moyenne. Les verrats pèsent entre 250 et 370 kg à maturité, et les truies entre 200 et 300 kg. Les adultes mesurent de 100 à 140 cm de long pour une hauteur au garrot variant entre 50 et 65 cm. Ce cochon a une nuque longue, un dos étroit, de très bons pieds et un squelette solide.

## Aptitudes

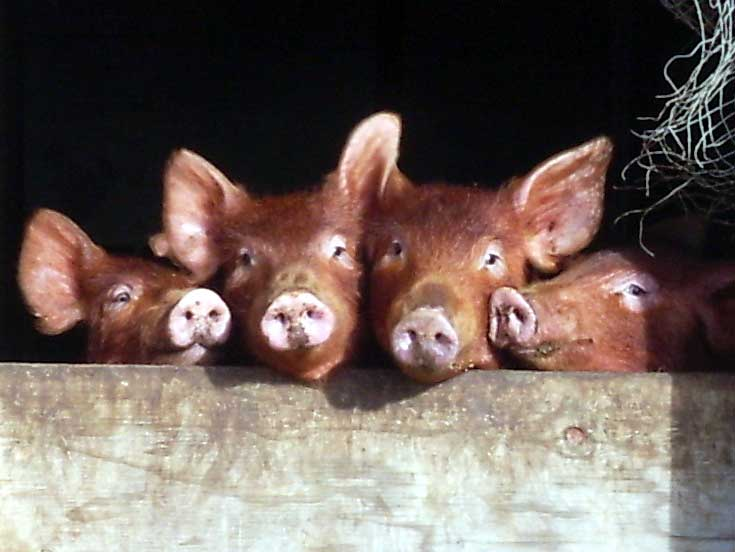
Porcelets tamworth

La principale caractéristique du tamworth est son incroyable rusticité. Il peut faire face à des climats particulièrement hostiles, et c’est ce qui a amené son introduction au Canada et en Écosse, où les hivers sont rudes. Il n’y est gêné ni par les températures particulièrement basses, ni par les vents violents. Le tamworth est une race bien adaptée à pâturer en forêt. Il est très efficace pour y trouver sa nourriture en fouinant et retournant la terre. Il peut également pâturer avec le bétail, et mange alors les aliments laissés par les bovins. La truie a de bonnes qualités maternelles, mais est peu prolifique avec entre 6 et 10 porcelets. Sa maturité sexuelle est très tardive. La race montre également une faible teneur en graisse idéale pour la production de jambon. C’est pourquoi elle est parfois utilisée en croisement.

## Sélection

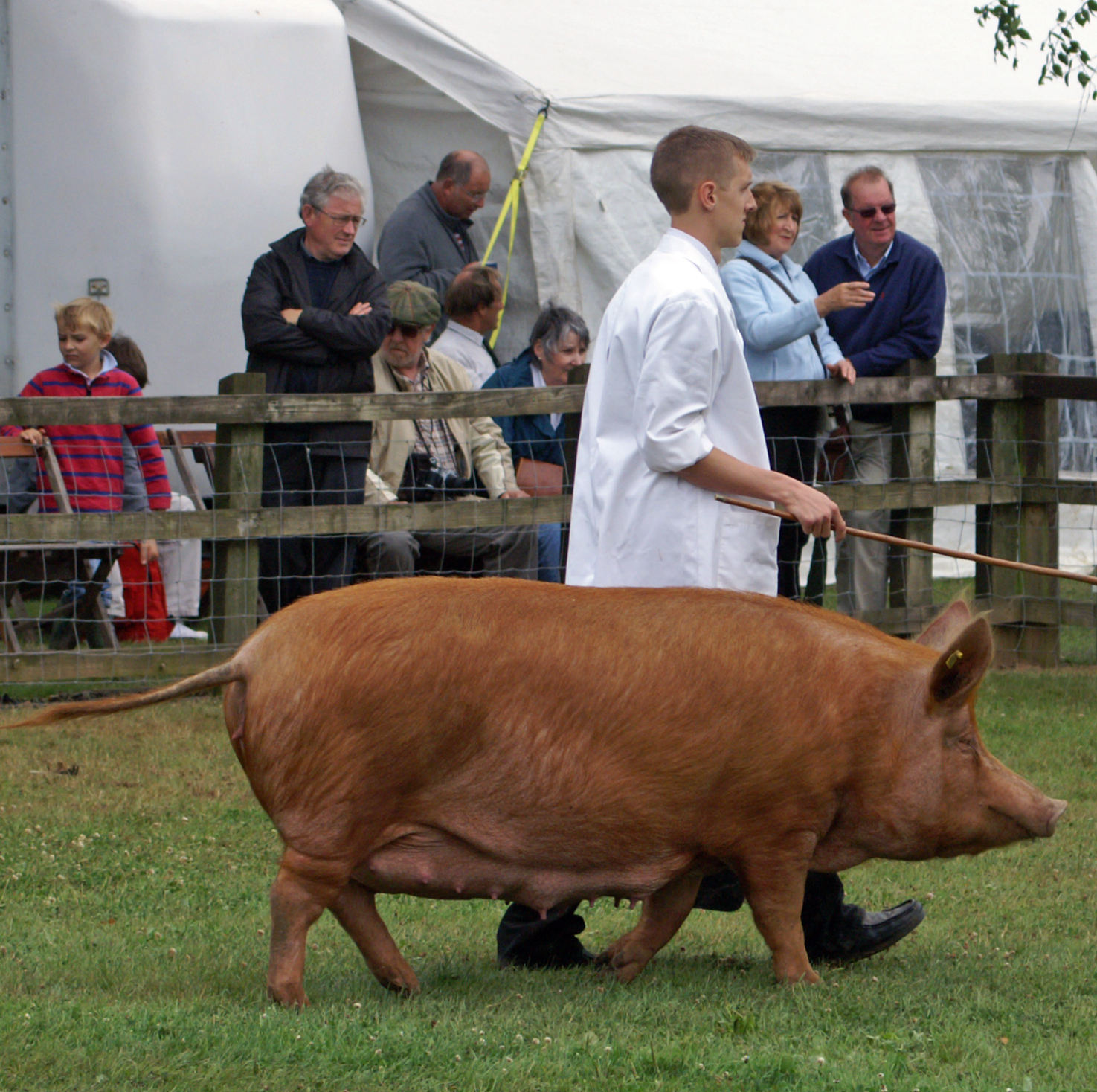
Truie tamworth au Tamworth Royal Show.

Au cours du XXe siècle, des tentatives de sélection ont été faites pour orienter cette race vers la production de viande dans des systèmes classiques, mais en vain. En effet, elle a montré de faibles possibilités à augmenter son volume musculaire, et les quelques avancées dans ce sens ont été suivies d'une forte augmentation de la teneur en gras.
Aujourd'hui, la race est assez distante génétiquement des truies modernes utilisées en élevage industriel. Les associations d’éleveurs de chacun des pays dans lesquels on le rencontre font des efforts pour sauvegarder la race, en tenant des enregistrements les plus précis possibles et veillant à conserver une certaine variabilité génétique.

## Diffusion
Les effectifs de ce cochon ont fortement chuté au cours du XXe siècle, et il est aujourd’hui considéré comme menacé aux États-Unis et vulnérable au Royaume-Uni par le Rare Breeds Survival Trust. On compte actuellement 1 000 truies aux États-Unis, 340 au Royaume-Uni, 254 au Canada, 55 en Australie et 20 en Nouvelle-Zélande.